# Народна револуционарна партија Лаоса
Народна револуционарна партија Лаоса (лао. ພັກປະຊາຊົນປະຕິວັດລາວ) је марксистичко-лењинистичка партија на власти у Лаосу. Основана је 1955. године.

## Историјат
Лаоски комунисти првобитно су деловали у Индокинеској комунистичкој партији, коју је основао Хо Ши Мин 1930. године. Лаоска секција унутар партије основана је 1936. године. Фебруара 1951, Индокинеска КП је распуштена на свом Другом конгресу и од ње су формиране три партије, свака за поједину индокинеску државу (Вијетнам, Лаос и Камбоџа). Убрзо је основана ослободилачка организација Патет Лао (Лаошки народ), која се борила против француске колонијалне власти.
Године 1955, коначно је основана Народна партија Лаоса. На Првом конгресу присуствовало је 25 делегата. Партија је у тренутку свог оснивања имала између 300 и 400 чланова. За првог секретара био је изабран Кејсон Фомвихан, члан партије од 1946. године.
Партија је до 1975. године деловала тајно и све је своје дотадашње активности проводила преко Патет Лаа. Легално крило Патет Лаа, Патриотски фронт Лаоса, био је актван у политици и учествовао је у неколико коалиционих влада. Партија и Патет Лао су се током свог илегалног деловања углавном ослањали на организационе способности северновијетнамске армије и партије.
Фебруара 1972. године, Народна партија Лаоса је на свом Другом конгресу променила име у Народна револуционарна партија Лаоса. До Другог конгреса, партија је имала 21.000 чланова.
Године 1973, влада Лаоса склопила је мировни споразум, након чега су представници Патет Лаа ушли у владу. Године 1975, Патет Лао је покренуо завршну офанзиву у којој је у мају срушена монархија и успостављена Демократска Народна Република Лаос. НРПЛ је по доласку на власт успоставила блиску сарадњу са Вијетнамом.
Године 1979, основан је Фронт за националну обнову Лаоса, организација којом је НРПЛ настојала укључити што више становништва у сврху легитимације нове власти. Трећи партијски конгрес одржан је априла 1982. године. После њега, конгреси се одржавају сваких четири до пет година.
Крајем 1980-их година, партија је усвојила економске реформе по узору на Горбачовљеву Перестројку, али не и Гласност. Распадом Совјетског Савеза 1991, партија је напустила Вијетнам као главни узор и окренула се Кини.
Народна револуционарна партија Лаоса се до данас показала као стабилна организација без икаквих већих афера. Вође партије подржавају реформе у држави, а унутар партијског Политбироа налази се припадник сваког народа у Лаосу.
Године 2016, 128 од 132 чланова Народне скупштине Лаоса били су чланови НРПЛ-а.

## Структура партије
Године 1965, партија је имала 11.000, а 1972. већ 21.000 чланова. Године 1991, партија је имала 60.000 чланова или 1% становништва.
Централни комитет имао је 1975. године 21 члана, а 1991. њихов број је повећан на 59 чланова. У најуже партијско руковдство, Политбиро, чланови се бирају из Централног комитета. Политбиро је 1972. имао седам, а 1993. године једанаест чланова.
Најутицајнија личност од оснивања партије до своје смрти 1992. био је партијски секретар Кајсон Фомвихан. Друга најутицајнија личност био је Нуак Фумсаван.

## Идеологија
Партија је вођена марксизмом-лењинизмом, синтезом идеја Карла Маркса и Владимира Лењина, и мисли Кејсона Фомвихана, која се надограђује на марксизам-лењинизам и мисао Хо Ши Мина. Кејсон Фомвихан је 1970. рекао: „Значајне победе индокинеских народа у последњих четврт века не могу се одвојити од увођења марксизма-лењинизма у Индокину [и да он] пружа смернице за његово деловање и указује на практичне начине да се унапредити револуцију у Лаосу.“ Партијски памфлети даље примећују да су Карл Маркс и Фридрих Енгелс открили универзалне принципе комунизма.
У децембру 1975. године, на 3. пленарној седници 2. Централног комитета, партија је јасно ставила до знања своју намеру да прескочи капиталистичку фазу у свом напредовању ка социјализму. Међутим, иста пленарна седница је сматрала да је социјалистичка трансформација пољопривреде (колективизација) мало вероватна с обзиром на степен развоја земље. Даље је речено да ЛПРП нема намеру да укида капиталистичке власничке односе. Владало је уверење да низак ниво политичке и културне зрелости земље, слаб организациони капацитет НРПЛ-а и незрелост државног сектора онемогућавају да се прескочи капитализам и одмах покрене социјалистичка изградња. Партија се стога определила за дугорочну стратегију транзиције ка социјализму: (1) настојала је да елиминише трагове империјализма, колонијализма и феудализма, истовремено изграђујући народни демократски режим ширењем административне власти од центра до темеља; и (2) нормализација живота људи поновним успостављањем капиталистичких односа уз успостављање нових социјалистичких производних односа.
До 2016. године партија је модернизовала свој идеолошки оквир. Десети национални конгрес изменио је статут странке, а додата је и Мисао Кејсона Фомвихана. Усвајањем мисли Кејсона Фомвихана, партија је настојала да даље легитимише владавину и њену економску политику. Њено усвајање представљало је кршење партијске традиције, јер НРПЛ никада раније није дала теорију по имену појединца. Иако НРПЛ није успела да објасни значење тог термина на 10. националном конгресу, сам термин је повремено коришћен раније. За прославу 85. годишњице Кејсона Фомвихана 2006. Фгодине, НРПЛ је организовала семинар „Мисао Кајсона Фомвихана у изградњи и развоју народног демократског режима на путу социјализма“. Семинар га је величао „као кључног мислиоца и теоретичара партије, покретача реформи 1979. и као наследника Маркса и Владимира Лењина који су креативно применили марксизам-лењинизам у Лаосу. Мисао Кејсона Фомвихана је на крају дефинисана као темељна теорија за обнову партије и као водич за партију и државу.

## Лидери партије
- Генерални секретар
  - Кејсон Фомвихан (22. март 1955 — март 1991)
- Председник
  - Кејсон Фомвихан (март 1991 — 21. новембар 1992)
  - Хамтај Сифандон (21. новембар 1992 — 21. март 2006)
- Генерални секретар
  - Чумали Сајасон (21. март 2006 — 22. јануар 2016)
  - Буњанг Ворачит (22. јануар 2016 — 15. јануар 2021)
  - Тхонглун Сисулит (15. јануар 2021 —)